# Mark Rogers
Mark Rogers (Vancouver, 3 novembre 1977) è un ex calciatore canadese, di ruolo difensore.